# Division de Rawalpindi
La division de Rawalpindi (en ourdou : راولپنڈی ڈویژن) est une subdivision administrative du nord de la province du Pendjab au Pakistan. Elle compte près de 10 millions d'habitants en 2017, et sa capitale est Rawalpindi.
Comme l'ensemble des divisions pakistanaises, la subdivision a été abrogée en 2000 avant d'être rétablie en 2008.
La division regroupe les districts suivant :
- district d'Attock
- district de Chakwal
- district de Jhelum
- district de Rawalpindi